# Lamberto di Nocera

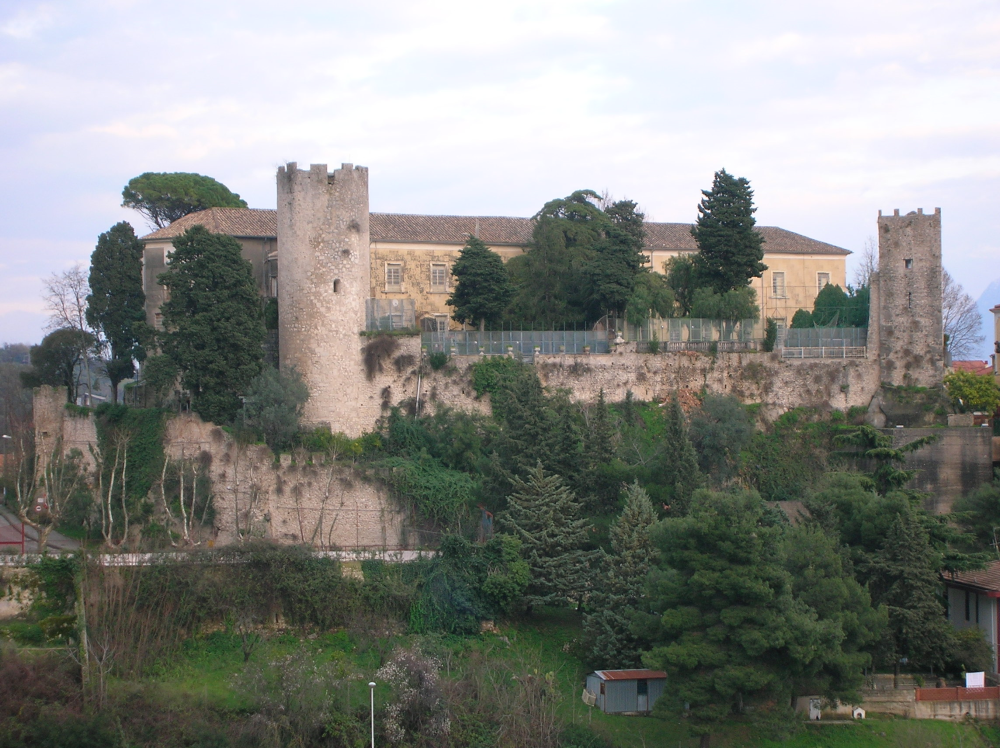
Castello dei Conti di Eboli

Lamberto di Nocera (... – XI secolo) è stato un nobile longobardo, primo Conte di Eboli, città caposaldo del sistema difensivo del Principato di Salerno.

## Biografia

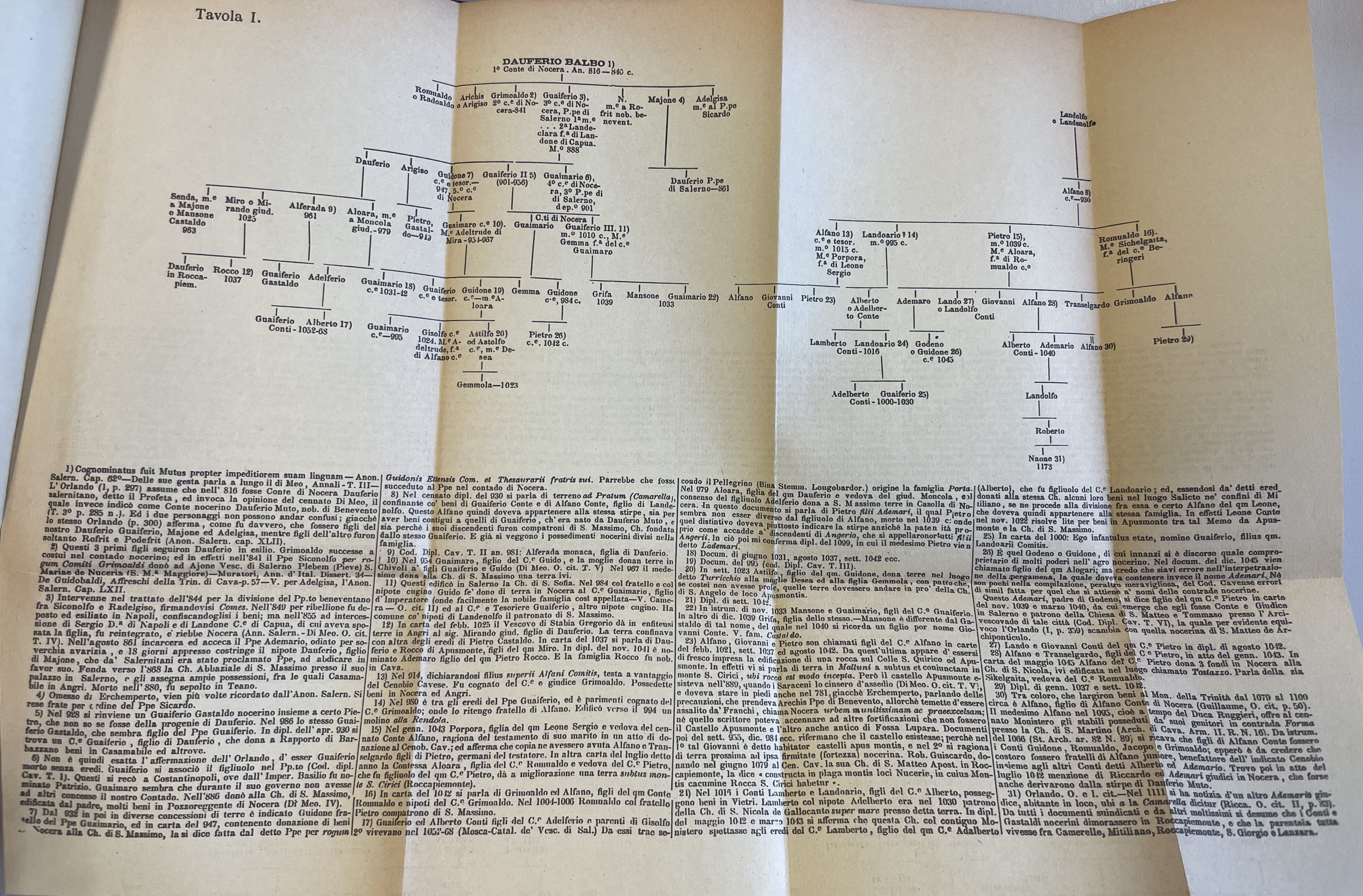
Albero genealogico illustrato della progenie del conte Dauferio di Nocera, presente nel I Volume delle "Memorie delle famiglie nocerine" a cura di Michele de' Santi

Esponente della famiglia di Nocera, Lamberto, conte di diritto longobardo (titolo appartenuto soltanto ad altre sei famiglie in tale periodo nel Principato) e principe del sangue, discendeva in linea agnatizia dai Sovrani Dauferidi di Salerno, nonché dal primo Conte di Nocera Dauferio il Muto. Suo padre, il conte Adelberto, assieme allo zio paterno, il conte Landoario, nel 996 aveva acquistato la chiesa di San Nicola e San Felice, rinominandola poi in chiesa comitale di “San Nicola di Gallocanta”. Importante punto di riferimento in Vietri e Cava, il monastero Greco con attigue le terre fu un possedimento secolare della famiglia.
Controllare in maniera più efficace la porta sudorientale di Salerno poteva essere stato un buon motivo per indurre i sovrani di Salerno all'istituzione del comitatus di Eboli, affidandolo al congiunto Lamberto, in quanto discendente matrilinearie di Giovanni Lamberto II di Salerno, figlio del duca Lamberto di Spoleto. In questo modo i dinasti salernitani si inserivano nella tradizione inaugurata dai principi di Capua, i quali in alcuni casi nel tentativo di limitare le conseguenze della dispersione del potere nelle loro terre, avevano attribuito poteri comitali ai propri consanguinei. La fiscalità principesca, poi, vantava ad Eboli patrimoni fondiari già nel IX secolo e non era improbabile che questi costituissero almeno parte di quelle plures rebus, che gli eredi affermano di possedere fuori dalle mura del castello di Eboli nel 1047, la base fondiaria necessaria, affinché il conte potesse esercitare quelle prerogative giurisdizionali che il suo ufficio prevedeva. Nel 1047 la contessa Urania, vedova di Lamberto, il primo conte di Eboli, con i figli Ebolo, chierico e abate, Pietro, Adelberto e Landoario, conti, donò all’abbazia foris castello Evoli illorum comitato, ovvero la contea fuori al castello di Eboli. Difatti, nel 1017 al cospetto di Lamberto gratia Dei si compiva una compravendita in località Monte “salernitanis finibus”, in prossimità di Eboli.
Nipote del conte Lamberto e della contessa Urania fu altresì l’omonima Urania, sorella di Lamberto, la quale fu moglie del conte normanno Riccardo di Arnes, soprannominato “Angerio”, capostipite della nobile casata dei Filangieri, il cui figlio, Roberto, effettuò una donazione assieme al citato zio materno Lamberto al monastero benedettino di Cava, confinante proprio con il monastero di San Nicola controllato dalla famiglia e con il feudo personale di Sant’Adiutore dei Filangieri. 